# Caenohalictus pisinnus
Caenohalictus pisinnus är en biart som först beskrevs av Joseph Vachal 1904.  Caenohalictus pisinnus ingår i släktet Caenohalictus och familjen vägbin. Inga underarter finns listade.